# La alegría de la vida (serie de televisión)
La alegría de la vida (título original: Le Bonheur de la vie) fue una serie de televisión animada creada en 1991 por el productor francés Jacques-Rémy Girerd y su empresa productora Folimage. Fue transmitida en Francia el 7 de abril de 1991 por la cadena FR3. La serie ha sido licenciada en España y en Latinoamérica, aparte que en España fue emitida en TVE en los años 90.

## Sinopsis
La alegría de la vida enseña a los niños el mundo de la sexualidad. La abuela responde a las preguntas que le hacen dos de sus nietos, las diferencias entre hombres y mujeres, los comportamientos relacionados con la reproducción y todo aquello relacionado con la sexualidad.

## Episodios
1. Les garçons (Los niños)
2. Les filles (Las niñas)
3. Les petites graines (Las pequeñas células)
4. Les chromosomes (Los cromosomas)
5. La puberté 1 (La pubertad de las niñas)
6. La puberté 2 (La pubertad de los niños)
7. L'instinct sexuel (Instinto sexual)
8. A la découverte de mon corps (Descubriendo nuestro cuerpo)
9. A la découverte de l'amour (Descubriendo el amor)
10. L'aventure amoureuse (El noviazgo)
11. La fécondation (La fecundación)
12. Un bébé vient au monde (Un bebé viene al mundo)
13. Les premiers instants de la vie (Primeros instantes de la vida)
14. Maman j'ai faim (Mamá tengo hambre)
15. Les jumeaux (Gemelos)
16. Fille ou garçon (Niño o niña)
17. Choisir de donner la vie (Anticonceptivos)
18. Grandir (Crecer)
19. L'arbre de vie (El árbol genealógico)
20. Ma Maison (Vida de familia)